# Laborcillas
Laborcillas (también llamada popularmente Las Laborcillas) es una localidad y pedanía española perteneciente al municipio de Morelábor, en la provincia de Granada. Está situada en la parte meridional de la comarca de Los Montes. Cerca de esta localidad se encuentran los núcleos de Delgadillo, Moreda y Gobernador.

## Historia
Antes conocida como "Las Laborcillas", Laborcillas fue un municipio independiente hasta 1974, cuando se fusionó junto con Moreda en un solo municipio llamado Morelábor —de la unión de las dos primeras sílabas de los nombres de ambas poblaciones—, recayendo la capitalidad municipal en el núcleo moredano.
Laborcillas era una antigua aldea que perteneció al marqués de Villa Alegre, el cual levantó para sus esporádicas visitas la vivienda más notable del pueblo, que extiende su caserío en una cañada situada al pie del cerro de Fonseca, donde hace años terminó reconvirtiendo en templo parroquial su antigua ermita de San José.

## Demografía
| Gráfica de evolución demográfica de Laborcillas entre 1857 y 1970 |
| |
| Población de derecho según los censos de población del INE Población de hecho según los censos de población del INEEn 1857 aparece este municipio porque se segrega del municipio Moreda En 1974 este municipio desaparece porque se agrupa en el municipio Morelabor |

Según el Instituto Nacional de Estadística de España, en el año 2010 Laborcillas contaba con 150 habitantes.

## Cultura

### Fiestas
Sus fiestas mayores se celebran cada año alrededor del 19 de marzo en honor a San José, patrón de la localidad. Existe la tradición de quemar el día de la víspera un castillo de fuegos artificiales. El día 19 se saca a San José en procesión por las principales calles del pueblo.